# 민디 프로젝트
《민디 프로젝트》(영어: The Mindy Project)는 미국의 로맨틱 코미디 텔레비전 시리즈이다. 2012년 9월 25일부터 2015년 3월 24일까지 폭스에서, 2015년 9월 15일부터 2017년 11월 14일까지는 훌루에서 방영되었다. 민디 케일링이 기획, 쇼러너, 총괄 제작, 공동 각본, 주연을 맡았다.

## 개요
별난 친구와 동료들을 둔 뉴욕의 작은 산부인과 병원 의사 민디는 일과 사랑을 동시에 성취하려는 과정에서 다양한 우여곡절을 겪는다.

## 출연진
- 민디 케일링 - 민디 러히리 의사 역
- 크리스 메시나 - 대니 캐스털라노 의사 역
- 에드 위크스 - 제러미 리드 의사 역
- 애나 캠프 - 궨 그랜디 역
- 조이 자먼 - 베치 퍼치 역
- 어맨다 세턴 - 쇼나 디캐니오 역
- 스티븐 토볼라우스키 - 마크 슐먼 의사 역